# Glandage
Glandage – miejscowość i gmina we Francji, w regionie Owernia-Rodan-Alpy, w departamencie Drôme.
Według danych na rok 1990 gminę zamieszkiwało 111 osób, a gęstość zaludnienia wynosiła 2 osoby/km² (wśród 2880 gmin regionu Rodan-Alpy Glandage plasuje się na 1510. miejscu pod względem liczby ludności, natomiast pod względem powierzchni na miejscu 51.).

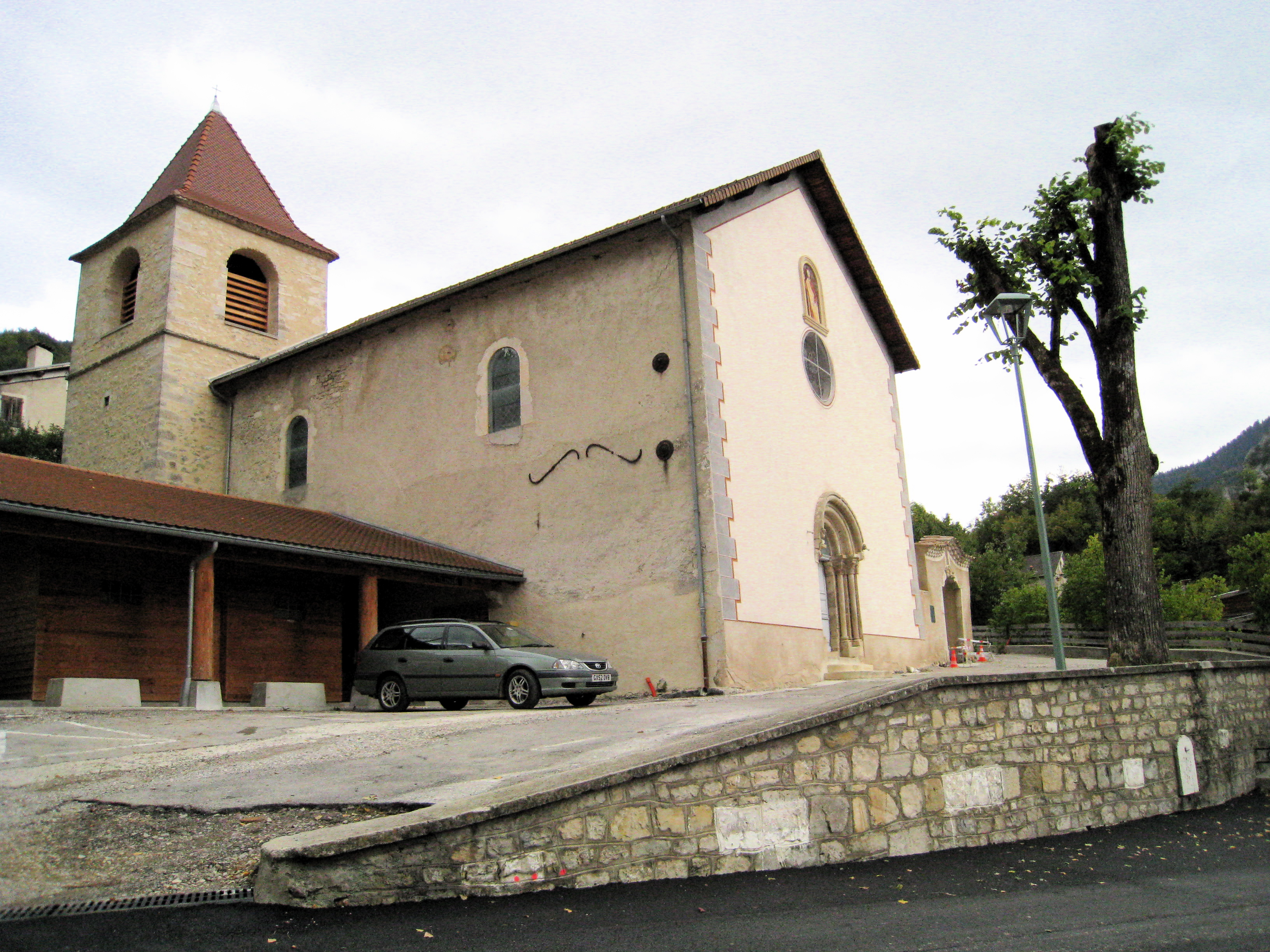
Kościół w, 2007